# ブリジット・ホール
ブリジット・ホール（Bridget Hall、1977年12月12日 - ）はアメリカ合衆国・アーカンソー州スプリングデイル出身の女性ファッションモデル、女優である。身長180cm。

## 略歴
1987年、10歳の時からテキサス郊外の地元百貨店でカタログのモデルなどをしていた。14歳でフォード・モデルズ（アメリカの代表的なモデルエージェンシー）にスカウトされ、仕事のために母親と共にニューヨークに移り住む。
その後「Guess」のキャンペンガールに選ばれる。ラルフ・ローレンの広告にも登場し、多くのファッション雑誌やコレクションなどでも活躍する。18歳になるまでには、シンディ・クロフォードらと並ぶ10人のトップモデルの一人としてランキングされる程のスーパーモデルとなった。
ラルフ・ローレン、メイベリン、ディオール、サルヴァトーレ・フェラガモ、マックスファクターなどのモデルを務めた。
レオナルド・ディカプリオやマット・デイモンと交際した時期もある。